# Aspila mekrana
Aspila mekrana là một loài bướm đêm trong họ Noctuidae.